# Canestrinioidea
Canestrinioidea (лат.) — надсемейство панцирных клещей (Oribatida) из клады Astigmata отряда Саркоптиформные клещи.

## Описание
Взрослые особи с телом, измененным для парафагии насекомых. Гнатосома нормально развита, пальпы и хелицеры иногда удлинены; хелицеры обычно хелатные, редко удлиненные и зубчатые. Идиосома с кутикулой гладкой, полосатой, сетчатой, чешуйчатой или иногда хорошо склеротизованной; нервная борозда незаметна; хэтом полный или с парапроктальной редукцией; волоски простые, колючие, уплощенные или иначе измененные; супракоксальные волоски ног I обычно смещены латерально от отверстия супракоксальной железы. Коксистернальный скелетон нормально развит или с редуцированными аподемами III—IV; хэтом полный, у самки часто с волосками 4b перед яйцекладом. Самка с генитальными вальвами, слитыми с телом в передней части, образующими перевернутый V-образный яйцеклад. Самцы с паранальными присосками или без них; часто с сильно измененной задней опистосомой. Ноги нормально сформированы, цилиндрические или редко сильно уплощенные; хэтом полный или с некоторыми редукциями. Претарси обычно с расширенным мембранозным амбулакрумом; амбулакральный диск часто с вторичной внутренней склеротизацией; эмподиальный коготь маленький или включен в амбулакральный диск в виде уплощенного склерита.
Многие виды Canestriniidae и Heterocoptidae являются облигатными наружными или субэлитральными парафагами взрослых жуков (Coleoptera).

## Классификация
В надсемейство включают 4 семейства, более 100 родов и более 300 видов (или одно семейство). Род Lemanniella Mahunka, 1977 (2 вида, связаны с муравьями; Suidasiidae из Acaroidea) выделяемый в монотипическое семейство Lemanniellidae Wurst, 2001 некоторые авторы также включают в Canestrinioidea.
- Семейство Canestriniidae Berlese, 1884 (93 родов, 338 видов)
- Семейство Chetochelacaridae Fain, 1987[4]
  - Род Chetochelacarus Fain, 1987
- Семейство Heterocoptidae Fain, 1967 (13 родов, 47 видов)
- Семейство Lophonotacaridae Fain, 1987 (1 вид)[4]
  - Род Lophonotacarus Fain, 1987